# فابیو والسیا
فابیو والسیا (انگلیسی: Fabio Valsesia؛ زادهٔ ۲۶ آوریل ۱۹۸۱) بازیکن فوتبال اهل ایتالیا است.
از باشگاه‌هایی که در آن بازی کرده‌است می‌توان به باشگاه فوتبال مونتسا و باشگاه فوتبال پرو ورچلی اشاره کرد.
وی همچنین در تیم‌های ملی فوتبال بازی کرده‌است.